# Ла-Ферраси
Ла-Ферраси (фр. La Ferrassie) — палеолитический навес под скалами, расположенный в 40 км к юго-западу от французского населённого пункта Монтиньяк в департаменте Дордонь. Раскопки проводились в 1902—1922 годах археологами Дени Пейрони и Л. Капитаном (фр.). Содержит 11 культурных слоёв, из них нижние относятся к мустьерской эпохе, верхние — к началу позднего палеолита. В мустьерском слое найдено 6 захоронений неандертальцев: мужчины, женщины и 4 детей. Находившаяся над погребением одного из детей плита известняка с несколькими выдолбленными в ней углублениями считается одним из первых проявлений зарождавшегося в мустьерскую эпоху изобразительного искусства. В позднепалеолитических слоях обнаружены куски известняка с выгравированными изображениями козерога, дикой лошади, хищника. На некоторых камнях чёрной краской нанесены контуры животных (козерога, оленя, бизона).

## Галерея

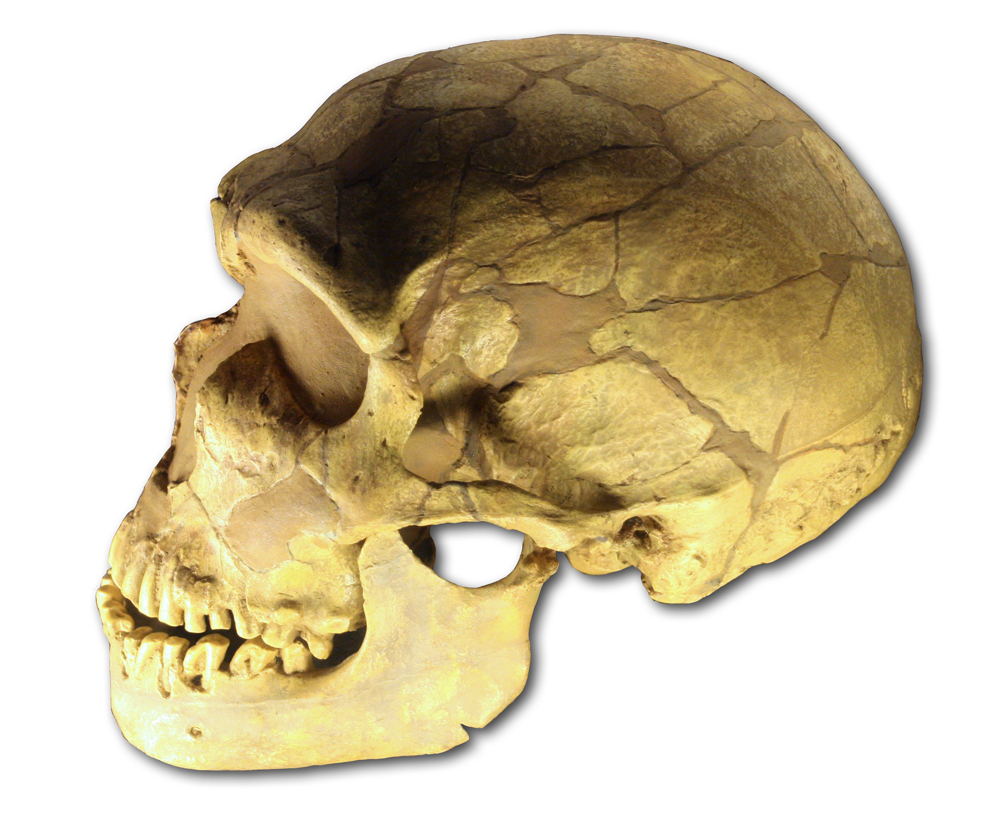
Череп неандертальца Ла-Ферраси 1[англ.]
Реконструкция по методу Герасимова внешности неандертальца из грота Ла-Ферраси, в профиль
Реконструкция по методу Герасимова внешности неандертальца из грота Ла-Ферраси (45 тыс. лет)